# Рейд Моргана
Рейд Моргана — набег кавалерии Конфедерации на территорию штатов Индиана и Огайо во время Гражданской войны в США. Рейд происходил с 11 июня по 26 июля 1863 года и назван по имени бригадного генерала Джона Ханта Моргана.
За 46 дней кавалеристы прошли около 1 600 километров. Рейд совпал с Виксбургской и Геттисбергской кампаниями, хотя прямо не относится ни к одной из них. Тем не менее он отвлек внимание десятков тысяч федеральных солдат и навёл страх на гражданское население северных штатов. Федеральным войскам удалось блокировать Моргана и фактически окружить его, отразив несколько попыток прорыва на юг. Однако в конечном итоге генерал с небольшой частью своих солдат всё же сумел прорваться через Огайо на территорию, контролируемую конфедератами.